# Мафалда Фаверо
Джузепина Фаверо, известна като Мафалда Фаверо, е италианска оперна певица, лирично сопрано.

## Биография
Мафалда Фаверо е родена на 5 януари 1903 г в Портомаджоре, близо до Ферара. Когато е 17-годишна, започва да учи при Алесандро Вецани в Болонската консерватория и привлича вниманието на Франко Алфано. Тя започва професионалната си кариера в началото на 20-те години на XX век в Кремона, преди да се премести в Парма, където пее няколко роли. През 1929 г. дебютира в Ла Скала като Ева в „Нюрнбергските майстори певци под ръководството на Артуро Тосканини. 
Тя остава една от редовните певици в Ла Скала до 1950 г., в допълнение към пеенето в Лондон (Кралската опера) през 1937 и 1939 г. и в Съединените щати (Метрополитън опера и операта на Сан Франциско) през 1938 г. 
Мафалда Фаверо има богат репертоар, включващ и много съвременни произведения. В репертоара ѝ има най-малко четиридесет и девет опери от двадесет и седем автори, а за осем роли тя е първата изпълнителка. Пее на световните премиери на няколко съвременни опери: „Последният лорд“ на Франко Алфано, „Пинота“ на Пиетро Маскани, „Любовен фарс“ на Рикардо Зандонай, Жената в „Бедният моряк“ от Дариус Мийо, „Звънчето“ на Ермано Волф-Ферари и други.
Въпреки че първоначално е привлечена от ролята на „Мадам Бътерфлай“ на Пучини, тя по-късно обвинява тази роля за ранното си пенсиониране през 1954 г.; Фаверо казва, че „ролята на Чо-Чо-сан беше моето съсипване... да я пея така, както го направих, давайки всичко, което имах, а след това и още, изискваше огромна цена... напълно наясно съм, че Бътерфлай съкрати кариерата ми с поне пет години".
Мафалда Фаверо завършва кариерата си през 1961 с изпълнение на Мими от „Бохеми“ в Реджо Емилия, а неин партньор като Рудолф е дебютиращият Лучано Павароти.
Джулиета Симионато отбелязва нейната „животинска чувственост“ и казва, че „[Фаверо] раздаде голяма част от себе си – повече, отколкото беше добре за нея – но резултатът беше изключително вълнуващ“.
Мафалда Фаверо умира на 3 септември 1981 г. в Милано.

## Записи
Preiser публикува колекция от записи на Фаверо на CD в поредицата Lebendige Vergangenheit (Mono 89162). Поредицата съдържа „Черешов дует“ от 1937 г. (Suzel, buon di) с Тито Шипа от L'amico Fritz на Маскани.